# Жовтоземи
Жовтозе́ми — ґрунти, що утворюються під широколистяними лісами вологих субтропіків, переважно на материнських породах з глинистих сланців.

## Загальні відомості
Мають кислу реакцію, вміст гумусу невисокий. Жовте забарвлення обумовлене наявністю гідратів окислу заліза. Загальна потужність ґрунтових горизонтів 30—70 см.
Серед жовтоземів розрізняють 4 типи: 
- жовтоземи,
- підзолисті жовтоземи,
- жовтоземи глеєві
- підзолисті жовтоземи глеєві ґрунти.

Жовтоземи займають обширні площі в Китаї, на півдні США, на південному сході Австралії і в Новій Зеландії. У колишньому СРСР поширені в Західній Грузії і Ленкорані (Азербайджан).

## Використання
Використовуються для вирощування багатолітніх субтропічних рослин (цитрусові, чай тощо), виноград, ефіроолійні культури, тютюн, овочеві й інші сільськогосподарські рослини.
Жовтоземи мають невеликий запас живильних речовин, тому вимагають великих кількостей добрив.